# Ige (nyelvészet)
Az ige (latinul verbum) olyan, cselekvést, történést vagy létezést kifejező, ragozható szó, amely alakját személy, szám, idő, (aspektus) szerint változtathatja.
Különböző nyelvekben eltérő számú igeidő, mód és szemlélet létezhet; az egyes és a többes számon kívül bizonyos nyelvek megkülönböztetnek kettős számot is. Az ige ezenkívül lehet cselekvő és szenvedő igenemű, illetve tárgyas és tárgyatlan.
Az ige szótári alakja nyelvenként változó. Általában az az alak az ige szótári alakja, amelyből a többi alakja könnyen levezethető. Ehhez gyakran több alakra is szükség lehet, hogyha bizonyos igeidők, igemódok alapalakjai nem vezethetők le a fenti, elsődleges szótári alakból.
A szótári alak a magyarban az ige egyes szám harmadik, de a latinban például az egyes szám első személyű alakja. A modern indoeurópai nyelvekben általában a főnévi igenév az ige szótári alakja.
Az ige lehet szabályos (reguláris), valamint rendhagyó (irreguláris). A rendhagyó ige olyan ige, amelynek valamelyik ragozása eltér a szabályos képzési módtól, vagyis általában az igető is megváltozik (pl. az angolban a go, went, gone „megy, működik” szabályos alakja *go, goed, goed lenne). Klasszikus latin példa a fero, ferre, tuli, latum ’hoz, visz’. A rendhagyó igék egy speciális csoportját alkotják a hiányos (defektív) igék, amelyeknek csak néhány – vagy mindössze egyetlenegy – alakjuk használatos. Ilyen ige például a latin libet ’tetszik’ vagy a spanyol nieva ’havazik’. Hiányos igének számít többek között a magyar nyelvbeli csuklik és a fénylik is: nincs felszólító módjuk.
Az igéknek a ragozott alakjaikon kívül személytelen alakjaik is léteznek, amelyek a cselekvésre, történésre az alanyra való hivatkozás nélkül utalnak: ezek az igenevek (a magyarban pl.: írni, írva, író, megírt/írott, illetve ide sorolható az írás is).
A magyar nyelvben egy további kettősség van az igeragozásban (megadott időn és módon belül): határozott és határozatlan, például keresem (azt), illetve keresek (valamit). Ezt elsősorban az határozza meg, hogy a tárgy határozott-e, de más tényezők is közrejátszanak, például az első vagy második személyre utaló tárgy határozatlannak minősül (ő lát –  nem pedig *látja – engem, téged, minket, titeket).
|    | Alanyi személyrag     | Tárgyas személyrag | 2. személyű tárgy (E1-ben) |
| -- | --------------------- | ------------------ | -------------------------- |
| E1 | -ok, -ek, -ök         | -om, -em, -öm      | -lak, -lek                 |
| E2 | -sz, (-ol, -el, -öl)* | -od, -ed, -öd      |                            |
| E3 | -                     | -ja, -i            |                            |
| T1 | -unk, -ünk            | -juk, -jük         |                            |
| T2 | -tok, -tek, -tök      | -játok, -itek      |                            |
| T3 | -nak, -nek            | -ják, -ik          |                            |

 * Ha a szótő s, z, sz-re végződik, a toldalék -sz helyett -ol, -el, -öl lesz.

## Igék a magyar nyelvben
A magyarban minden igének van száma, személye, módja, ideje és neme.

### Személy, szám
A személy attól függ, hogy az ige alanya a beszélő (1. személy), akihez beszél (2. személy), vagy valaki más (3. személy). A szám pedig attól, hogy egy vagy több személyre vonatkozik az ige. Így van egyes szám első személy (elérakható névmás: én), jele: E/1, egyes szám második személy (elérakható névmás: te), jele: E/2, egyes szám harmadik személy (elérakható névmás: ő), jele: E/3, többes szám első személy (elérakható névmás: mi), jele: T/1, többes szám második személy (elérakható névmás: ti), jele: T/2, valamint többes szám harmadik személy (elérakható névmás: ők), jele: T/3. A személyt és számot ragokkal fejezzük ki (lásd feljebb). Az E/3-nak csak tárgyas ragozásban van ragja.

### Mód
Az ige lehet kijelentő módú, amikor a cselekvésről vagy történésről állítjuk, hogy bekövetkezik valamikor. Lehet feltételes módú, amikor a cselekvésről vagy történésről azt állítjuk, hogy valamilyen feltétel mellett következne be vagy következett volna be. A feltételes módú ige tehát nem lehet jövő idejű. És az ige lehet felszólító módú, amikor azt mondjuk, hogy következzen be a cselekvés vagy a történés. Ez csak jelen időben lehet. Az igemódot jelekkel fejezzük ki, a kijelentő módnak nincs jele, a feltételesé hangrendtől, számtól, személytől és nemtől függően -na, -ne, -ná, -né (múlt időben: rendes múlt idő és a volna segédige), a felszólítóé pedig alapvetően -j, ami hasonulhat.

### Idő
Az ige időpontját határozza meg. Lehet az ige jelen idejű, ami a beszélés idejében következik be, így bármilyen módú lehet. A múlt idejű ige a beszélés előtt következett be, így nem lehet felszólító módú. A jövő idejű ige, ami a beszélés után fog majd bekövetkezni, csak kijelentő módú lehet, ha jövőbeli felszólítást vagy feltételes cselekvést szeretnénk kifejezni, akkor azt jelen idővel és bővítménnyel tesszük. A jelen idő kifejezésének nincs külön módja, a múlt idő jele: -t, ha mássalhangzó áll előtte, és -tt, ha magánhangzó áll előtte, a jövő időt pedig a megfelelően ragozott fog segédigével és főnévi igenévvel fejezzük ki.

### Nem
Az ige lehet alanyi, azaz határozatlan ragozású, vagy tárgyas, azaz határozott ragozású. Akkor használunk alanyi ragozást, ha a mondatnak nincs tárgya (rejtett se), vagy nincs a tárgy előtt határozott névelő. Ez alól kivétel, ha tulajdonnév vagy főnévi mutató, 3. személyű személyes, kölcsönös, visszaható vagy olyan kérdő névmás a tárgy, amelyre a válasz biztosan határozott névelővel áll. Ezekben és a határozott névelővel álló tárgyak esetében használunk tárgyas ragozást. Ha nem 3. személyű, személyes névmás a tárgy, akkor alanyi ragozást használunk, kivéve egy speciális esetben: ha az alany az E/1-es személyes névmás (én), a tárgy pedig 2. személyű személyes névmás (te, ti). Sok igének csak alanyi ragozása van. A személyragok elárulják az ige nemét.